# Alireza Khorshidi
Alireza Khorshidi (Khorramabad, 16 maggio 1951) è un ex calciatore iraniano, di ruolo attaccante.

## Carriera

### Club
Ha sempre giocato nel campionato iraniano.

### Nazionale
Con la nazionale ha vinto la Coppa d'Asia 1976.